# Benedikt Oberndorfer
Benedikt Oberndorfer (* 30. Juli 1912 in Lambach; † 15. Mai 1977) war von 1952 bis 1956 Administrator und von 1956 bis 1964 Abt des Stiftes Lambach.

## Leben
Oberndorfer trat 1930 in das Stift Lambach ein und wurde 1938 Priester. Während der Aufhebung des Stiftes (1941) war er Pfarrer in Lambach und Administrator des Stiftes. Nach Kriegsende als Wirtschaftsverwalter eingesetzt, kümmerte er sich um die Beseitigung der Schäden und tat sich besonders durch die Gründung der Landwirtschaftlichen Fachschule Lambach hervor, die er von 1946 bis 1951 als Direktor leitete. Nach der Resignation des Abtes Petrus Trefflinger wurde er wieder als Administrator eingesetzt und 1956 anlässlich des Stiftsjubiläums von Rom zum Abt ernannt. Da auch er die wirtschaftlichen Probleme des Klosters nicht verbessern konnte, teilte er 1964 mit seinem Vorgänger das Schicksal der Amtsenthebung und ging als Pfarrer nach Gösing am Wagram.